# Viadukt Velika Loka
Viadukt Velika Loka (v izogib zamenjavi z Veliko Loko pri Trebnjem, ki premore lastno postajališče, tudi Viadukt Žalna) je železniški viadukt na robu vasi Velika Loka v Občini Grosuplje. Viadukt, ki je del dolenjske železniške proge Ljubljana–Metlika, je dolg 162 metrov in sestavljen iz 10 lokov z razponom po 12 metrov.

## Zgodovina
Prvotni viadukt, grajen iz kamna, je bil zgrajen leta 1894 kot del proge Grosuplje–Novo mesto.
Večji del je bil porušen med drugo svetovno vojno 19. septembra 1943 in obnovljen štiri leta kasneje. Obnovljeni viadukt je betonski, njegova zasnova pa je enaka izvirni, tako da se je lahko izkoristilo ohranjene dele in temelje.